# Cadillac BLS
El Cadillac BLS fue un automóvil de turismo del segmento D, precedido por el modelo que resultó ser un fracaso, el  Cadillac Cimarron y diseñado específicamente para el mercado europeo por la marca estadounidense Cadillac de General Motors.
NEVS, empresa que había adquirido a la firma sueca SAAB y que luego había sido rescatada por Dongfeng, planea construir en Turquía una modelo de automóvil eléctrico basado en el Saab 9-3 compartiendo gran parte de la estética del BLS.

## Características
Se basa en la plataforma Epsilon de GM, compartiendo gran parte de la estructura del Saab 9-3 y está construido en la misma planta de Trollhättan, Suecia, que construye los modelos más populares de SAAB. Las ventas comenzaron en marzo de 2006, para empezar a venderse en el año 2007.
El BLS está equipado con motor delantero transversal y tracción delantera, y se ofrece con carrocerías sedán y familiar. Aunque fue originalmente diseñado para el mercado europeo, el BLS se introdujo en Arabia, México, Sudáfrica y Corea del Sur. El BLS no ha sido hasta ahora exitoso. Por ejemplo, en 2007, Cadillac vendió un total de 282 unidades en el mercado alemán (en un mercado total de 3,15 millones de ventas anuales). Se fabricaron 3.257 unidades en 2006, y 2.772 en 2007.
El Cadillac BLS contó con motores diésel, en mayor parte procedentes de Fiat en el Viejo Continente. Al igual que su hermano mayor, el CTS, pero las ventas no fueron muy exitosas en el mercado europeo, el BLS estaba disponible con motores desde 150 CV hasta 200 CV. En agosto de 2009 el BLS cesó su producción.

## Motorizaciones
- 1.9 L Fiat turbodiesel I4 16v, 150 CV (110 kW)
- 1.9 L Fiat turbodiesel I4 16v, 180 CV (132 kW) (Disponible a partir de 2007)
- 2.0 L Ecotec LK9 I4, mid-pressure turbo, 175 CV (129 kW)
- 2.0 L Ecotec LK9 I4, high-pressure turbo, 210 CV (154 kW)
- 2.0 T FlexPower 200 CV (147 kW)
- 2.8 L HFV6 V6, turbo, 250 CV (184 kW)

## Fracaso
Uno de los motivos por el cual el BLS no tuvo suerte en el mercado europeo fue su bajo nivel de ventas, desde General Motors, el cual había salido de una bancarrota, y por la cual tuvo que deshacerse del GMC Topkick o del Chevrolet Kodiak, y tomando decisiones más duras como cerrar las puertas a su firma Pontiac en 2009, esperaban vender 10 000 unidades al año de este modelo pero en total durante los años en lo que esta berlina estuvo en producción sólo se vendieron 7.365 unidades. De ahí que desde la casa de Detroit estuvieran desarrollando el Cadillac ATS, pensada para plantar cara de una vez por todas a las berlinas alemanas como el Audi A4, BMW Serie 3 o el Mercedes-Benz Clase C, las cuales a las que el BLS por la poca presencia que tuvo en el mercado del Viejo Continente no fue capaz de competir.